# Стратиграфия СССР
«Стратиграфия СССР» — четырнадцатитомное справочное издание по стратиграфии и геологии территории СССР, выпущенное в 1939—1984 годах издательством «Недра» (до 1965 года — Государственным научно-техническим издательством литературы по геологии и охране недр) и, частично, Издательством Академии наук СССР. Включает полутома и охватывает практически все известные в то время геологические системы. Главными редакторами в разное время были Б. М. Келлер, А. Д. Архангельский и Д. В. Наливкин. Членами главной редакции были, в частности, С. В. Обручев и Н. С. Шатский.
Параллельно, в 1952—1958 годах, был выпущен трёхтомник «Региональная стратиграфия СССР».

## Тома
Каждый том был посвящён отдельной геологической системе, в некоторых случаях он разбивался на полутома. Тематика томов была следующая: 1-й — нижний докембрий (2 полутома о Европейской и Азиатской частях СССР), 2-й — верхний докембрий, 3-й — кембрийская система, 4-й — силурийская система, 5-й — девонская система (2 полутома), 6-й — пермская система, 7-й — триасовая система, 8-й — юрская система, 9-й — меловая система (2 полутома), 10-й — палеогеновая система, 11-й — неогеновая система (2 полутома), 12-й, 13-й и 14 — четвертичная система (2 полутома и приложение ко 2-му полутому). Полутом «Азиатская часть СССР», а также тома 2, 3, 6 и 12 предшествуют введению Общей стратиграфической шкалы и частично опираются на решения постоянной комиссии по верхнему докембрию 1961 года. Большинство томов оцифрованы и представлены в интернете.